# Мілки (гміна)
Гміна Мілкі (пол. Gmina Miłki) — сільська гміна у північній Польщі. Належить до Гіжицького повіту Вармінсько-Мазурського воєводства.
Станом на 31 грудня 2011 у гміні проживало 3907 осіб.

## Територія
Згідно з даними за 2007 рік площа гміни становила 169.43 км², у тому числі:
- орні землі: 65.00%
- ліси: 14.00%

Таким чином, площа гміни становить 15.14% площі повіту.

## Населення
Станом на 31 грудня 2011:
| Опис     | Загалом | Загалом | Чоловіки | Чоловіки | Жінки | Жінки |
| -------- | ------- | ------- | -------- | -------- | ----- | ----- |
| одиниця  | осіб    | %       | осіб     | %        | осіб  | %     |
| все      | 3907    | 100     | 2004     | 51.29    | 1903  | 48.71 |
| міське   | 0       | 100     | 0        |          | 0     |       |
| сільське | 3907    | 100     | 2004     | 51.29    | 1903  | 48.71 |

## Сусідні гміни
Гміна Мілкі межує з такими гмінами: Видміни, Гіжицько, Міколайкі, Ожиш, Рин.